# Banadir Stadium
Banadir Stadium – wielofunkcyjny stadion w Mogadiszu w Somalii. Jest obecnie używany głównie dla meczów piłki nożnej. Został otwarty w 1956 roku przez Włoski Narodowy Komitet Olimpijski. Obecnie jest odbudowywany w ramach programu FIFA „Wygraj w Afryce z Afryką”. Stadion może pomieścić 15 000 widzów.